# Huszár Emil
Huszár Emil, családi nevén Siegmeth (Budapest, 1909. május 14.) újságíró.

## Életpályája
Középiskolát Székelyudvarhelyen végzett, újságírói pályáját Bukarestben kezdte. Magyarul, románul és németül írta cikkeit. Egy időben (1932–34) a Brassói Lapok, majd a budapesti Dunaposta távirati iroda bukaresti tudósítója. Tevékeny részt vett a MADOSZ mozgalmában. A hitlerizmus uralomra jutása után Németországba utazott, s visszatérve leleplező cikkekben számolt be a "nürnbergi birodalmi pártgyűlésről" és a Hitler-féle nemzetiszocializmus kegyetlenkedéseiről. 1934-ben a bukaresti Tempo román napilap munkatársa lett, majd az athéni Balkan Press távirati iroda tudósítójaként működött Görögország német megszállásáig. 1944-ben hadifogságba esett, onnan szabadulva Bécsben telepedett le és az Arbeiterzeitung szerkesztője lett.
Finta Zoltánnal közösen szerzett Kőkereszt című regényében (Ajándékkönyvtár, Brassó 1934) társadalmi összefüggéseiben ábrázolja a hírhedt bukaresti bordélynegyed emberi tragédiáit.